# Občina Škofljica
Občina Škofljica je ena od občin v Republiki Sloveniji s središčem v Škofljici in skoraj 12.000 prebivalci. Je tipična primestna občina Ljubljane. Največje naselje v občini ni Škofljica, ampak Lavrica, ki je satelitsko (spalno) naselje Ljubljane, saj leži tik za mejo mesta.

## Naselja v občini
- Dole pri Škofljici, Drenik, Glinek, Gorenje Blato, Gradišče, Gumnišče, Klada, Lanišče, Lavrica, Orle, Pijava Gorica, Pleše, Reber pri Škofljici, Smrjene, Škofljica, Vrh nad Želimljami, Zalog pri Škofljici, Želimlje

## Župani
- Jože Jurkovič (1995−2006)
- Boštjan Rigler (2006−2010)
- Ivan Jordan (2010−2022)
- Primož Cimerman (2022−danes)